# UFC 40
UFC 40: Vendetta fue un evento de artes marciales mixtas celebrado por Ultimate Fighting Championship el 22 de noviembre de 2002 en el MGM Grand Garden Arena, en Las Vegas, Nevada, Estados Unidos.

## Resultados

### Tarjeta preliminar
- Peso medio: Phillip Miller vs. Mark Weir

Miller derrotó a Wins vía sumisión (rear naked choke) en el 4:50 de la 2ª ronda.
- Peso pesado: Vladimir Matyushenko vs. Travis Wiuff

Matyushenko derrotó a Wiuff vía sumisión (golpes) en el 4:10 de la 1ª ronda.
- Peso pesado: Andrei Arlovski vs. Ian Freeman

Arlovski derrotó a Freeman vía TKO (golpes) en el 1:18 de la 1ª ronda.

### Tarjeta principal
- Peso wélter: Robbie Lawler vs. Tiki Ghosn

Lawler derrotó a Ghosn vía TKO (golpes) en el 1:25 de la 1ª ronda.
- Peso wélter: Carlos Newton vs. Pete Spratt

Newton derrotó a Spratt vía sumisión (kimura) en el 1:41 de la 1ª ronda.
- Peso semipesado: Chuck Liddell vs. Renato Sobral

Liddell derrotó a Sobral vía TKO (patada a la cabeza y golpes) en el 2:55 de la 1ª ronda.
- Campeonato de Peso Wélter: Matt Hughes (c) vs. Gil Castillo

Hughes derrotó a Castillo vía TKO (cabezazo accidental) después de la 1ª ronda. Entre las rondas los médicos dictaminaron que el corte resultante era demasiado grave como para continuar.
- Campeonato de Peso Semipesado: Tito Ortiz (c) vs. Ken Shamrock

Ortiz derrotó a Shamrock vía TKO (parada del equipo) en el 5:00 de la 3ª ronda.